# 平真城村
平真城村（ひらまきむら）は、熊本県菊池郡にあった村である。
1956年8月1日、大津町および菊池郡陣内村、瀬田村（一部）、護川村（一部）、阿蘇郡錦野村（一部）と新設合併し、新町制による大津町となった。
平真城は地区名（平川・真木・古城）を合わせた名前である。

## 沿革
- 1889年4月1日 - 町村制施行により平川村、真木村、古城村が合併し平真城村が発足。
- 1956年8月1日 - 大津町・陣内村・平真城村・瀬田村（一部）・護川村（一部）・錦野村（一部）が対等合併し、大津町となる。

## 地理
平真木村は平川村、真木村、古城村の3つの大字からなり北側を矢護川が流れ、平川水の山からは年中湧水が流れ出ている。昭和28年の役場調査では面積が3,574㎢で東西10.5㎞、南北は東部6.5㎞、西部2㎞の東西に細長い村である。人口は男1,173名、女1,220名の合計2,393名となっている。

## 歴史
基本的に大津町史に準拠する。
原始
前原遺跡からは縄文、弥生頃の石刀、鉄剣型石剣、十字型石器、独鈷石、石鍬、勾玉などが発見されている。
日向遺跡は昭和53年に九州電力熊本変電所が建設される際の発掘調査によれば、縄文時代から平安時代初期頃まで連続して集落が営まれ、その後は現代まで集落が営まれた痕跡はないと記されている。仮宿の東一帯水の山遺跡からは縄文早期の押型文土器や弥生時代の土器も発見されている。
古代
平真城村は畜産が盛んであった。真木の摩利支天堂横の大永板碑には真木村のことを牧村と火山である。延喜式の中にも諸国牧に肥後国二重の牧という地名が記されている。これらのことから、古代から外輪山西側斜面一帯は牧場として栄えていたと考えられる。
肥後国誌によれば矢護山を中心に、合志郡東部は比叡山延暦寺の寺領で、矢護山山頂近くの堂床に無動寺を建立したと伝わる。本尊には不動明王を祀り、山岳仏教として栄えた。しかし、天正13年（1585年）の薩摩の島津氏と合志氏との戦いで寺は焼失し、仏像や寺宝一切等が焼失したり、持ち去られたりして紛失した。
中世
肥後国誌によれば、延元2年（1338年）佐々木四郎長綱が大友家の裁許を得て京より下り、合志東半部の地頭職になり、真木村に居住し、姓を合志と改め、今城を築城した。その後勢力を徐々に西に広め、永正年間には合志隆岑は現在合志市の竹迫城に移り、合志郡全郡の領主となったが天正13年（1585年）に島津氏に敗れ、竹迫城も落城した。
近世
江戸時代には平真城村は大津手永に属していた。当時は大津街道を往き来する人の休息地として峠一帯が非常ににぎわいをみせていた。文化元年（1818年）の「大津手永鑑」によれば出小屋が杉植口（今の新小屋付近か）に7軒、堀ヶ谷に2軒、峠に5軒あったと記されている。

## 経済
平真城村は特に養蚕業と畜産が盛んであった。養蚕業は村全域で力を入れ、大正13年頃は桑園が48町の面積で、主な農業収入であった。特に真木地区は養蚕の適地として知られ、春秋蚕ともに県下で真木の蚕と呼ばれ、原種の飼育分場も設置されていた。養蚕業も昭和10年頃までが最盛期であり、昭和12年の日中戦争頃から食料増産に代わり下火になった。
畜産業では、大正年間には早くも日本で有名な馬産地として知られていたという。大正11年の統計では母馬647頭、子馬209頭ほどいた。御所原には種馬所も設けられ、同市所の河原では馬の子市も開かれ近郷近在の売り手、買い手、見物人など大勢が集まりお祭り騒ぎであった。大いに栄えた畜産業も戦後の機械化の煽りを受けて、ほとんとが消滅した。

## 教育
- 平真城村立平真城小学校
- 平真城村護川村組合立護城中学校　のちに平真城村立平真城中学校となる。